# Christian Heß (Botaniker)
Christian Heß (* 27. Januar 1803 in Kublank bei Stargard in Pommern; † 15. Mai 1874 in Stettin) war ein deutscher Schullehrer, Botaniker und Wetterbeobachter.

## Leben
Heß, Sohn eines Bauern, kam nach dem Besuch der Dorfschule auf das Gröningsche Gymnasium in Stargard in Pommern. Anschließend studierte er an der Universität Halle, an der Friedrich-Wilhelms-Universität zu Berlin und an der Universität Greifswald. 1829 wurde er Lehrer am Marienstiftsgymnasium in Stettin. 1833 wurde er in Stettin Rektor der unterstädtischen Bürgerschule, aus der 1835 die Ottoschule hervorging. Bis zu seinem Tode wirkte Heß als Rektor der Ottoschule.
Neben seiner dienstlichen Tätigkeit widmete Heß sich der Botanik und der Wetterbeobachtung. In beiden Gebieten veröffentlichte er mehrere Schriften. Er war Mitbegründer und Vorstandsmitglied des Entomologischen Vereins zu Stettin.
Der Stettiner Historiker Gottfried von Bülow beschreibt Heß in der Allgemeinen Deutschen Biographie (1880) als „poesievolles, religiöses Gemüth, von großer Milde und geringen Ansprüchen, auf Ruhm von Außen wenig bedacht“.

## Familie
Heß heiratete 1833 in erster Ehe Alwine Graßmann, Tochter des Stettiner Gymnasialprofessors Justus Günther Graßmann, die bereits 1834 verstarb. Durch die Ehe wurden der Stettiner Gymnasialprofessor Hermann Graßmann und der Verleger und Schriftsteller Robert Graßmann seine Schwäger. Aus der Ehe ging Georg Heß hervor, der Gymnasialdirektor in Oels und in Rendsburg wurde.
In zweiter Ehe heiratete er 1837 Marie Schultz, Tochter eines Stettiner Pastors.

## Schriften
- Allgemeine Pflanzenkunde. 2 Bände. 1840–1845.
- Pflanzenkunde : mit einer vollständigen Flora des germanischen Tieflandes. 2 Bände: Erster Theil: Allgemeine Pflanzenkunde. Berlin, Oehmigke, 1846; Zweiter Theil: Spezielle Pflanzenkunde. Leipzig, Einhorn, 1846. online
- Kleine Botanik zum Gebrauch für Schüler. 1854.
- Die Verbreitung alpiner Pflanzen im Norden Deutschlands.
- Zur Witterung Stettin's. In: Programm der Ottoschule. 1860, 1863.
- Zur Witterung Stettin's II: Blüthenentwicklung und Blüthezeit. Um 1865.